# هاري تشرش أوبيرهولزر
هاري تشرش أوبيرهولزر (بالإنجليزية: Harry Church Oberholser)‏ (وُلد 25 يونيو 1870 في بروكلين - تُوفي في 25 ديسمبر 1963)، هو عالم طيور أمريكي.

## سيرة شخصية
وُلد هاري أوبيرهولزر في 25 يونيو 1870 في بروكلين بنيويورك. وقد درس في في جامعة كولومبيا، وحصل على شهادات من جامعة جورج واشنطن في عام 1914. ثم تزوج من ماري فورست سميث في 30 يونيو 1914. كما أنه حاز على الدكتوراة. في عام 1916. وفي الفترة من عام 1895 إلى عام 1941، عمل في مكتب الولايات المتحدة للدراسات البيولوجية (في وقت لاحق أصبح يُسمى المؤسسة الأمريكية للأسماك والحياة البرية) كعالم طيور، وعالم أحياء، ومحرر. وفي عام 1941 أصبح أمينا لعلم الطيور في متحف كليفلاند للتاريخ الطبيعي. وكان أوبيرهولزر فقد ألف عدداً من الكتب والمقالات. تُوفي في 25 ديسمبر 1963.

## الذكرى
تم تسمية إمبيدوناكس أوبيرهولزيري (خطاف الذباب الأمريكي القاتم) تكريماً له. كما أن بعض أوراق أوبرهولزر تُعرض من قبل مركز باركر لتاريخ تكساس.

## المولفات
- The Bird Life of Texas (1974) (ردمك 0-292-70711-8)
- Birds of Mt. Kilimanjaro (1905)
- Birds of the Anamba Islands (1917)
- The Bird Life of Louisiana (1938)
- When Passenger Pigeons Flew in the Killbuck Valley (1999) (ردمك 1-888683-96-1)
- Critical notes on the subspecies of the spotted owl (1915) دُوِي:10.5479/si.00963801.49-2106.251
- The birds of the Tambelan Islands, South China Sea (1919) دُوِي:10.5479/si.00963801.55-2262.129
- The great plains waterfowl breeding grounds and their protection (1918)

## وصلات خارجية
- أعمال أو نبذة عن هاري تشرش أوبيرهولزر على أرشيف الإنترنت